# لیوبوف هاکبوش
لیوبوف هاکبوش (انگلیسی: Liubov Hakkebush; ۱۴ سپتامبر ۱۸۸۸ – ۲۸ مهٔ ۱۹۴۷) بازیگر اهل اوکراین بود.